# Officersprogrammet
Officersprogrammet är en treårig högskoleutbildning i Sverige som bedrivs vid Försvarshögskolan. Utbildningen genomförs i en av tre profiler, beroende på vilket huvudämne man läser. De olika profilerna är Krigsvetenskaplig profil, Militärteknisk profil eller Nautisk profil. Av de sex terminerna bedrivs de tre första och den sista som generell utbildning på Militärhögskolan Karlberg. Två terminer genomförs som Verksamhetförlagd utbildning på någon av Försvarsmaktens skolor eller förband. 
Efter genomförd utbildning erhålls officersexamen som är en yrkesexamen omfattande 180 högskolepoäng. Därefter kan man anställas vid något av Försvarsmaktens förband med fänriks grad.